# 北唐砖塔
北唐砖塔，位于山西省临汾市翼城县南唐乡北唐村。
北唐砖塔是一座圆形实心砖塔，高21米，直径1.3米。五级密檐式。
1987年8月20日，北唐砖塔公布为翼城县文物保护单位。